# Чевак (аэропорт)
Аэропорт Чевак (англ. Chevak Airport), (ИАТА: VAK, ИКАО: PAVA, FAA LID: VAK) — государственный гражданский аэропорт, расположенный в 1,6 километрах к северу от центрального делового района города Чевак (Аляска), США. Аэропорт находится в собственности штата Аляска.

## Операционная деятельность
Аэропорт Чевак расположен на высоте 23 метра над уровнем моря и эксплуатирует две взлётно-посадочные полосы, одна из которых предназначена для приёма гидросамолётов:
- 14/32 размерами 817 x 15 метров с гравийным покрытием;
- 18W/36W размерами 610 x 122 метров — для гидросамолётов.[1]